# Người Nhện siêu đẳng 2: Sự trỗi dậy của Người Điện
Người Nhện siêu đẳng 2: Sự trỗi dậy của Người Điện (tên gốc tiếng Anh: The Amazing Spider-Man 2) là một bộ phim điện ảnh thuộc thể loại siêu anh hùng của Mỹ năm 2014 về nhân vật Spider-Man của Marvel Comics của đạo diễn Marc Webb và phát hành bởi Columbia Pictures. Đây là phim chiếu rạp Spider-Man thứ 5 sản xuất bởi Columbia Pictures và Marvel Entertainment, là phần tiếp theo của The Amazing Spider-Man (2012) và là phần cuối cùng của loạt phim The Amazing Spider-Man. Hãng phim đã thuê James Vanderbilt viết kịch bản và Alex Kurtzman và Roberto Orci viết lại nó. Phim có sự tham gia của Andrew Garfield trong vai Peter Parker / Người Nhện, cùng với Emma Stone, Jamie Foxx, Dane DeHaan, Campbell Scott, Embeth Davidtz, Colm Feore, Paul Giamatti và Sally Field. Trong phim, Peter Parker cố gắng bảo vệ Gwen Stacy khi anh điều tra cái chết của cha mẹ mình, đồng thời đối phó với siêu tội phạm Electro và sự trở lại của người bạn thời thơ ấu Harry Osborn, người đang hấp hối vì một căn bệnh di truyền chết người.
Sự phát triển của The Amazing Spider-Man 2 bắt đầu sau thành công của The Amazing Spider-Man. DeHaan, Giamatti, Felicity Jones và Chris Cooper đã được chọn vào vai từ tháng 12 năm 2012 đến tháng 2 năm 2013. Quá trình quay phim diễn ra tại Thành phố New York từ tháng 2 đến tháng 6 năm 2013. Phim được phát hành ở định dạng 2D, 3D và IMAX 3D vào ngày 2 tháng 5 năm 2014, tại Hoa Kỳ với hai buổi ra mắt quốc tế được tổ chức từ ngày 31 tháng 3 đến ngày 10 tháng 4 năm đó. Nó nhận được nhiều đánh giá trái chiều từ các nhà phê bình và khán giả, với những lời khen ngợi cho các hiệu ứng đặc biệt, liên kết hóa học giữa Stone và Garfield, các cảnh hành động, và điểm nhạc của Hans Zimmer, mặc dù kịch bản và độ dài nhận được nhiều lời chỉ trích. Chân dung của Foxx về Max Dillon / Electro đã phân cực. Phim thu về 709 triệu đô la trên toàn thế giới, trở thành bộ phim có doanh thu cao thứ chín trong năm 2014, nhưng là bộ phim Người Nhện có doanh thu thấp nhất cho đến nay.
Series The Amazing Spider-Man ban đầu được dự định tiếp tục với hai phần tiếp theo và một số phần ngoại truyện, đáng chú ý nhất là các bộ phim xoay quanh Venom và Sinister Six. Do các đánh giá phê bình lẫn lộn của bộ phim và hiệu suất phòng vé thấp, tất cả các phần tiếp theo đã bị hủy bỏ và một sự lặp lại mới của nhân vật, do Tom Holland thể hiện trong Vũ trụ Điện ảnh Marvel (MCU), bắt đầu với Captain America: Civil War (2016). Các phần tiếp theo được lên kế hoạch đã được lên kế hoạch lại cho một dòng thời gian tách biệt với sự liên tục của The Amazing Spider-Man và MCU, bắt đầu với Venom (2018). Cả Garfield và Foxx đều lần lượt đóng lại vai Người Nhện và Electro trong Spider-Man: No Way Home (2021), theo sau các sự kiện của bộ phim và đề cập đến khái niệm đa vũ trụ và liên kết bộ phim với nhượng quyền thương mại Raimi và Watts.

## Nội dung
Nhà khoa học Richard Parker của Oscorp ghi lại một đoạn video tin nhắn để giải thích về sự biến mất của ông. Sau đó, anh và vợ của mình, Mary, đang ở trên một chiếc máy bay tư nhân bị cướp bởi một tên sát thủ. Richard và Mary chiến đấu với người đàn ông, nhưng cuộc đấu tranh sau đó khiến máy bay gặp sự cố, giết chết cặp đôi.
Ở hiện tại, hai năm sau trận chiến với Tiến sĩ Curt Connors, con trai của Richard và Mary, Peter Parker, tiếp tục chiến đấu với tội phạm trong vai trò Người Nhện và bắt tên tội phạm Aleksei Sytsevich. Sau đó, Peter gặp bạn gái Gwen Stacy tại lễ tốt nghiệp trung học của họ. Do quan điểm của Peter thay đổi về mối quan hệ của họ kể từ khi thề ước với người cha quá cố của cô, Gwen đã kết thúc mối quan hệ với Peter. Người bạn thời thơ ấu của Peter, Harry Osborn, trở lại Manhattan để gặp người cha mắc bệnh nan y Norman, Giám đốc điều hành của Oscorp. Norman giải thích rằng căn bệnh của mình là do di truyền, và Harry đang ở độ tuổi mà căn bệnh này lần đầu tiên phát triển. Norman đưa cho Harry một thiết bị nhỏ mà anh ta khẳng định có chứa công việc của cuộc đời mình. Ngày hôm sau, Norman qua đời, và Harry được bổ nhiệm làm Giám đốc điều hành Oscorp mới.
Khi đang làm việc trong phòng thí nghiệm Oscorp vào ngày sinh nhật của mình, kỹ sư điện hoà nhã Max Dillon, người đã được Người Nhện cứu trước đó trong cuộc truy đuổi Sytsevich sau này và đến để thần tượng hóa người anh hùng, khi đang sửa đường dây điện của Oscorp bị điện giật gây sốc và rơi vào một chiếc bể nước lươn điện kỹ thuật biến đổi gen. Chúng tấn công anh ta, và biến anh ta biến thành một máy phát điện sống. Trong khi đó, Peter cố gắng duy trì tình bạn với Gwen, nhưng cô tiết lộ rằng cô có thể chuyển đến Anh nếu cô kiếm được học bổng vào Đại học Oxford. Trước khi họ có thể thảo luận về nó, Dillon đi lang thang vào Quảng trường Thời đại, vô tình gây ra mất điện và bị Peter, với tư cách là Người Nhện, chặn lại sau một trận chiến. Dillon được đưa đến Viện Ravencroft, nơi ông được nghiên cứu bởi nhà khoa học người Đức Ashley Kafka.
Trong khi đó, những triệu chứng đầu tiên của căn bệnh của Harry đang bộc lộ, và anh ta sử dụng thiết bị mà Norman đưa cho anh ta để suy luận rằng máu của Người Nhện có thể giúp cứu anh ta. Anh ta nhờ Peter, người đã bán những bức ảnh về Người Nhện cho Daily Bugle, giúp anh ta tìm kiếm Người Nhện. Peter từ chối, không chắc việc truyền máu sẽ có những ảnh hưởng gì và khả năng Harry bị đột biến tương tự như Tiến sĩ Curt Connors. Mặc dù sau đó anh đến chỗ Harry với tư cách là Người Nhện, anh ấy vẫn từ chối, khiến Harry rất thất vọng. Phó chủ tịch Oscorp, Donald Menken, cho rằng Harry đã che đậy vụ tai nạn của Dillon, loại anh ta khỏi vị trí CEO và nắm quyền kiểm soát Oscorp. Trợ lý của Harry, Felicia Hardy, thông báo cho Harry về thiết bị có thể giúp anh ta, vì vậy Harry đề xuất một thỏa thuận với Dillon, người bây giờ tự xưng là "Electro", để đưa Harry trở lại bên trong tòa nhà Oscorp.
Dillon đồng ý giúp Harry và giết Tiến sĩ Kafka. Ở đó, Harry tìm thấy một bộ áo giáp và các thiết bị khác do Norman chế tạo, cũng như nọc độc từ những con nhện đã bị biến đổi gen hiện đã bị tiêu diệt. Tuy nhiên, sau khi anh ta buộc Menken tiêm nọc độc cho anh ta, nó làm tăng nhanh bệnh của anh ta và biến anh ta thành Green Goblin, nhưng giao thức khẩn cấp có sẵn trong bộ đồ sẽ phục hồi sức khỏe của anh ta. Peter sử dụng thông tin do cha mình để lại để xác định vị trí tin nhắn video trong phòng thí nghiệm ẩn của một ga tàu điện ngầm bị bỏ hoang. Richard giải thích rằng ông phải rời đi vì ông từ chối hợp tác với kế hoạch chế tạo vũ khí di truyền sinh học của Norman. Peter sau đó nghe thấy một thư thoại từ Gwen, nói với anh rằng cô đã được nhận học bổng Oxford và đang đến sân bay sớm hơn dự kiến. Anh bắt gặp cô và bày tỏ tình yêu của mình dành cho cô, và họ đồng ý đi đến Anh cùng nhau.
Electro gây ra một vụ mất điện khác và Peter bắt đầu chiến đấu với anh ta. Gwen theo sau, và cùng nhau, họ khôi phục lại năng lượng, và làm quá tải cơ thể của Electro, giết chết hắn ta. Harry, được trang bị áo giáp và vũ khí của Norman, đến chỗ Người Nhện. Khi nhìn thấy Gwen, hắn ta suy ra danh tính bí mật của Người Nhện là Peter và thề sẽ trả thù vì bị từ chối truyền máu, bắt cóc và đưa cô lên đỉnh tháp đồng hồ. Peter xoay sở để đánh bại Harry, nhưng Gwen rơi xuống tháp; khi cố gắng cứu cô ấy, Peter đã tóm được cô ấy bằng một sợi tơ như bàn tay nắm lấy cô, nhưng đã quá muộn. Gwen bị đập đầu xuống đất, chết ngay lập tức. Peter mang mặc cảm tội lỗi trở nên chán nản và bắt đầu bỏ bê nhiệm vụ của mình với tư cách là Người Nhện.
Năm tháng sau, Harry phải đương đầu với hậu quả của sự biến đổi của mình khi bị giam giữ tại Ravencroft. Cộng sự của hắn, Gustav Fiers (Gentleman), thăm Harry và thảo luận hình thành đội của riêng họ. Harry ra lệnh cho Fiers bắt đầu với Sytsevich. Sau đó, một nhóm người vô danh đã phá được Sytsevich ra khỏi nhà tù. Được trang bị bộ giáp cơ điện, Sytsevich tự phong cho mình là "Tê Giác" (Rhino) và tung hoành khắp các đường phố New York. Peter, được truyền cảm hứng từ bài phát biểu tốt nghiệp của Gwen, đối đầu với hắn với tư cách là Người Nhện.

## Diễn viên
- Andrew Garfield trong vai Peter Parker / Người Nhện: Một chàng trai mồ côi cha mẹ, người đã nhận được sức mạnh của nhện sau khi bị một conAndrew Garfield (trên) và Emma Stone (dưới), dàn diễn viên chính của phim. nhện biến đổi gen cắn. Peter lần đầu tiên sử dụng sức mạnh của mình để cố gắng truy lùng kẻ giết người chú của mình trong The Amazing Spider-Man nhưng ngay sau đó quyết định sử dụng sức mạnh của mình để chống lại tội phạm với tư cách là người cảnh giác được gọi là Người Nhện. Garfield giải thích rằng bộ đồ mà anh sẽ mặc trong phim sẽ được thiết kế mới. Garfield hy vọng mang lại chủ đề về anh ta là một đứa trẻ mồ côi, nói rằng, "Tôi muốn tiếp tục khám phá chủ đề đó là mồ côi cha mẹ, tìm kiếm mục đích và tìm mục đích trong chính mình". Anh ấy cảm thấy rằng trách nhiệm của anh ấy là phải đảm nhận vai trò và anh ấy không xem nhẹ nó.
  - Max Charles trong vai Peter Parker hồi bé.
- Emma Stone vai Gwen Stacy: Một học sinh trung học và là mối tình của Peter. Khi được hỏi về mối quan hệ của Peter và Gwen trong phần tiếp theo, Stone nói, "Cô ấy cứu anh ấy nhiều hơn anh ấy cứu cô ấy. Cô ấy vô cùng hữu ích với Người Nhện ... Anh ấy là cơ bắp, cô ấy là bộ não."
- Jamie Foxx vai Max Dillon / Electro: Một kỹ sư điện làm việc cho Oscorp Industries và sau đó biến thành một sinh vật điện mạnh sau một vụ tai nạn, sau đó lấy bí danh là "Electro". Foxx mô tả nhân vật là "không giống ai", người ban đầu thần tượng Người Nhện.  Anh ta phát triển nỗi ám ảnh với Người Nhện sau khi được anh ta cứu và có được sức mạnh của mình thông qua một tai nạn tại Oscorp liên quan đến cá chình điện . Foxx tuyên bố rằng nhân vật sẽ được thiết kế lại để có cơ sở hơn, và bộ đồ màu vàng và xanh lá cây cổ điển của nhân vật phản diện sẽ được lược bỏ để có vẻ ngoài hiện đại, như mô tả trong phim.  Foxx thể hiện vai trò trong bộ phim thuộc Vũ trụ Điện ảnh Marvel Spider-Man: No Way Home (2021).
- Dane DeHaan vai Harry Osborn / Green Goblin: Bạn lâu năm của Peter trong 10 năm và là con trai của Norman Osborn. Anh được gửi đến trường nội trú cùng thời điểm bố mẹ Peter mất tích, và gặp anh lần đầu tiên ở đó. Cuối cùng anh ta đảm nhận vai trò của Green Goblin sau khi tiêm một loại huyết thanh đặc biệt của nọc độc nhện vào cơ thể của mình, ban đầu được tiêm để cung cấp thuốc chữa bệnh, thay vào đó biến anh ta thành một sinh vật giống yêu tinh gớm ghiếc, loạn thần. Trong vai Green Goblin, Harry mặc một bộ đồ công nghệ có khả năng chữa bệnh và có thể bay bằng cách sử dụng một tàu lượn lớn.
- Campbell Scott trong vai Richard Parker: Người cha đã qua đời của Peter.
- Embeth Davidtz vai Mary Parker: Mẹ đã qua đời của Peter.
- Colm Feore vai Donald Menken: Phó chủ tịch kiêm Trưởng ban quản trị của Oscorp. Anh ta thường tranh cãi với Harry về khả năng trở thành giám đốc điều hành của Oscorp, cho rằng vì Harry là con trai nên anh ta không có khả năng lãnh đạo công ty.
- Paul Giamatti vai Aleksei Sytsevich / Rhino: Một kẻ giết thuê người Nga cho tổ chức Mafia Nga, đồng minh với Harry và nhận được một bộ giáp khổng lồ, được bọc thép tốt, giống người máy, giống tê giác từ anh ta, quyết định tự gọi mình là "Tê Giác". Giamatti nói về nhân vật của mình, "Anh ta là một tên cướp người Nga. Người Nga luôn là những kẻ phản diện tốt. Tôi có khả năng phá hủy mọi thứ", anh ta nói. "Giọng của tôi rất hay cường điệu. Tôi thích làm điều đó. Đối với tôi, đó dường như là một cơ hội để trở nên cường điệu đỉnh cao nhất có thể. Nó thực sự rất vui."
- Sally Field trong vai May Parker: Dì của Peter. Field chỉ trích sự thiếu chiều sâu trong vai diễn của cô; trong một lần xuất hiện năm 2016 trên The Howard Stern Show, cô ấy nói rằng "Thật sự rất khó để tìm thấy một nhân vật ba chiều trong [bộ phim], và bạn làm việc hết sức có thể, nhưng bạn không thể đặt nặng 10 cân. trong một túi 5 pound. "

Felicity Jones đóng vai Felicia Hardy , trợ lý của Norman tại Oscorp, và sau này là của Harry. Trong khi Jones chỉ được ghi là "Felicia" trong bộ phim cuối cùng, họ của cô ấy đã được giới thiệu là "Hardy" trong một video tiếp thị cho việc phát hành bộ phim trên các định dạng HD kỹ thuật số. Marton Csokas đóng vai Ashley Kafka, người đứng đầu Viện Ravencroft , và B. J. Novak xuất hiện trong vai Alistair Smythe, ông chủ của Dillon và một nhân viên Oscorp. Kari Coleman, Charlie DePew, Skyler Gisondo và Jacob Rodier tiếp tục vai diễn của họ từ bộ phim đầu tiên với vai Helen Stacy lần lượt là Philip Stacy, Howard Stacy và Simon Stacy, sau đó không được công nhận. Chris Cooper, người đóng vai Norman Osborn, người sáng lập Oscorp và là cha của Harry Osborn, và Denis Leary, người thể hiện vai George Stacy, xuất hiện như một bóng ma trong tầm nhìn của Peter, cũng là những vai diễn không được công nhận. Người đồng sáng tạo Người Nhện, Stan Lee, đã xuất hiện với tư cách khách mời trong buổi lễ tốt nghiệp của Peter và Gwen. Michael Massee thể hiện vai diễn "Người đàn ông trong bóng tối" từ bộ phim đầu tiên, với nhân vật giờ đây được gọi là "Gustav Fiers (Gentleman)". Shailene Woodley được chọn vào vai Mary Jane Watson trước khi cảnh của cô bị cắt khỏi bản phim cuối cùng. Aidy Bryant xuất hiện trong vai một phụ nữ ăn mặc như Tượng Nữ thần Tự do.

## Âm nhạc
Webb sau đó đã thuê Hans Zimmer để soạn nhạc cho bộ phim. Vào ngày 25 tháng 10 năm 2013, Pharrell Williams tiết lộ với Billboard rằng anh ấy sẽ đồng sáng tác bản nhạc với Zimmer.  Webb và Zimmer thành lập một siêu nhóm với Williams, Johnny Marr , Mike Einziger và cựu Eurythmic , David A. Stewart, để tạo ra âm nhạc cho phần tiếp theo. Cuối cùng, Stewart đã không tham gia vào âm nhạc của bộ phim, và nhóm siêu, được gọi là The Magnificent Six, một tham chiếu đến Sinister Six, bao gồm Williams, Marr, Einziger, Junkie XL, Steve Mazzaro và Andrew Kawczynski hỗ trợ Zimmer. Nhạc nền của phim được phát hành vào ngày 22 tháng 4 năm 2014, bởi Columbia Records và Madison Gate Records. Hans Zimmer mô tả tác phẩm của mình cho bộ phim này khác với các tác phẩm trước đó của ông, do đó tiết lộ một trong những chủ đề của bộ phim, lần đầu tiên được nghe trên trang web. 
Vào ngày 31 tháng 3 năm 2014, Alicia Keys và Kendrick Lamar đã thu âm một bài hát có tựa đề "It's On Again", được tải lên SoundCloud. Keys đã công bố bài hát trên Twitter và ghi nhận Zimmer và Williams, cùng với Lamar và cô ấy cho bài hát, cho biết bài hát là một phần của nhạc phim. Webb mô tả bài hát là "lạc quan và thú vị".

## Tiếp thị

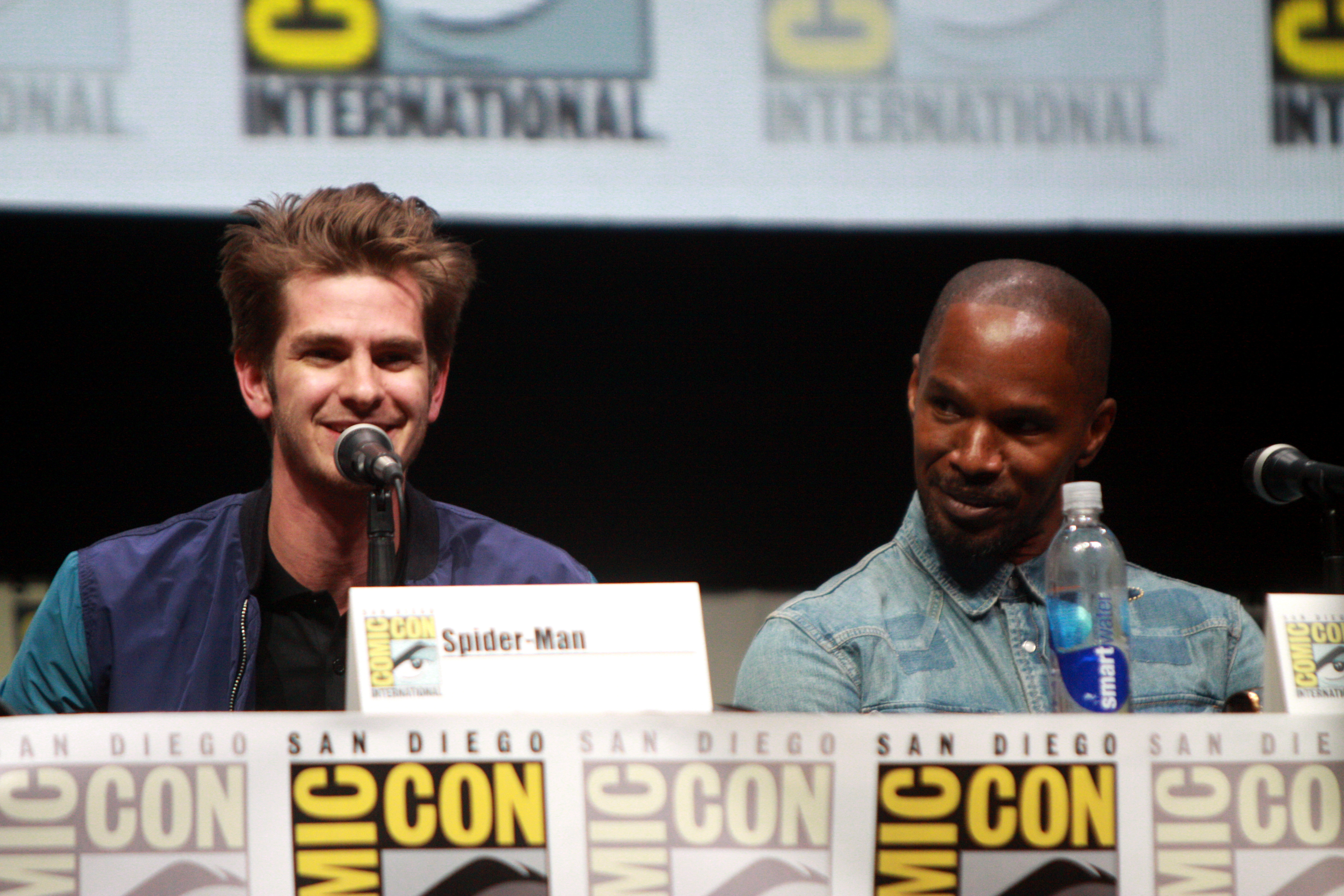
Andrew Garfield và Jamie Foxx tại San Diego Comic-Con 2013 để quảng bá cho The Amazing Spider-Man 2.

Việc phát hành bộ phim tại Vương quốc Anh đã được dời sang ngày 16 tháng 4 năm 2014, hai ngày trước ngày 18 tháng 4 ban đầu. Deadline báo cáo rằng, ngoài ngân sách sản xuất, ngân sách tiếp thị của bộ phim là 180–190 triệu đô la.
Vào ngày 17 tháng 7 năm 2013, Sony đã phát hành một đoạn clip từ bộ phim với cảnh quay đầu tiên được phát hành của Jamie Foxx trong vai Electro để khuyến khích sự tham dự của hội đồng, tại San Diego Comic-Con International. Tại hội thảo, họ đã công chiếu đoạn giới thiệu dài bốn phút, đoạn giới thiệu này không được phát hành công khai nhưng cuối cùng bị rò rỉ trên internet. Tiếp thị truyền thông cho bộ phim bao gồm một phiên bản của Daily Bugle trên dịch vụ blog Tumblr, bao gồm các tham chiếu đến Kate Cushing, Thám tử Stan Carter, "Big Man", Izzy Bunsen, Joy Mercado, Donald Menken, Vulture , Hydro-Man, Spencer Smythe, Ned Leeds, Anne Weying, J. Jonah Jameson, Shocker, Alistair Smythe, Doctor Octopus, Eddie Brock, The Enfor Cancer, và Puma.  Marc Webb đăng một bức ảnh trên Twitter với thông điệp viết bằng ngôn ngữ Người lùn tiết lộ rằng đoạn giới thiệu đầu tiên sẽ ra mắt trước khi chiếu 3D của The Hobbit: The Desolation of Smaug. 
Vào ngày 8 tháng 12 năm 2013, đã có thông báo rằng các cảnh quay mới của bộ phim sẽ được trình chiếu trong lễ hội đêm giao thừa tại Quảng trường Thời đại của Thành phố New York. Bộ phim tiếp tục được quảng bá trong chiến dịch " Giờ Trái đất " của Quỹ Bảo vệ Thiên nhiên Thế giới (WWF) . Dàn diễn viên có mặt trong sự kiện ra mắt năm 2014 tại Singapore. Disney Consumer Products đã công bố dòng sản phẩm hàng hóa cho bộ phim tại Hội chợ Đồ chơi Quốc tế Hoa Kỳ vào ngày 17 tháng 2 năm 2014. 
Vào tháng 3 năm 2014, Gameloft và Marvel đã công bố ra mắt trò chơi di động cùng tên dành cho điện thoại thông minh và máy tính bảng.  Sau đó nó được phát hành trên hệ máy console.  Kellogg's đã phát hành một ứng dụng giới thiệu bộ phim.  Evian từng là đối tác quảng cáo của bộ phim. Vào ngày 1 tháng 4 năm 2014, thương hiệu đã phát hành một quảng cáo "The Amazing Baby & Me 2" có Người Nhện và phiên bản trẻ em của anh ta, như một phần tiếp theo cho chiến dịch "Baby & Me" ban đầu của họ.  Phim hợp tác với NBCUniversalđể quảng cáo. Các điểm cho bộ phim đã xuất hiện trên Bravo, E !, USA, Syfy, Telemundo và mun2. Một trang tùy chỉnh đã được tạo trên Fandango.  Vào tháng 5 năm 2014, Marvel thông báo rằng trang phục của Người Nhện từ bộ phim sẽ được trình chiếu trong Marvel: Avengers Alliance .

## Phát hành trên các phương tiện tại gia
The Amazing Spider-Man 2 được Sony Pictures Home Entertainment phát hành để tải xuống kỹ thuật số vào ngày 5 tháng 8 năm 2014 và được phát hành trên Blu-ray, Blu-ray 3D và DVD vào ngày 19 tháng 8 năm 2014. Blu-ray / DVD phát hành bao gồm một kết thúc thay thế trong đó cha của Peter Parker gặp Peter tại nơi an nghỉ của Gwen. Công ty sáng tạo Deckhouse Digital được thuê để sản xuất một số ảnh GIF động trước khi bộ phim phát hành Blu-ray / DVD như một phần của chiến dịch quảng cáo được tài trợ trên Tumblr. 
Phim cũng được đưa vào Bộ sưu tập Di sản Người Nhện, một bộ sưu tập Blu-ray 4K UHD bao gồm năm bộ phim Người Nhện và được phát hành vào ngày 17 tháng 10 năm 2017. The Amazing Spider-Man 2 đã nhận được một 4K độc lập Phát hành UHD Blu-ray vào ngày 1 tháng 3 năm 2016.

## Đón nhận

### Doanh thu
The Amazing Spider-Man 2 thu về $ 202,9 triệu ở Hoa Kỳ và Canada và $506,1 triệu ở các quốc gia khác với tổng doanh thu trên toàn thế giới là $709 triệu. Deadline Hollywood tính toán lợi nhuận ròng của bộ phim là 70,38 triệu đô la, khi tính gộp tất cả các chi phí và doanh thu cho bộ phim, khiến bộ phim trở thành một trong 20 bộ phim có lợi nhuận cao nhất năm 2014. 
Bộ phim đã thu về 8,7 triệu đô la khi chiếu sớm vào tối thứ Năm. Phim kết thúc tuần mở màn ở vị trí đầu tiên với 91,6 triệu đô la, nhiều hơn gần 30 triệu đô la so với tổng doanh thu cuối tuần mở màn của bộ phim đầu tiên. Trong tuần thứ hai, bộ phim thu về 35,5 triệu đô la (giảm 61%) và tụt xuống vị trí thứ hai tại phòng vé sau tác phẩm mới Neighbours. Nó tương tự như mức giảm 61,5% trong tuần thứ hai của Spider-Man 3 (2007). 
Bên ngoài Bắc Mỹ, The Amazing Spider-Man 2 ra rạp vào ngày 16 tháng 4 năm 2014 với 2,73 triệu USD ở Anh và 190.000 USD ở Bỉ, trong khi thu về 1,44 triệu USD ở Úc và 1,11 triệu USD ở Đức. Bộ phim được phát hành tại Ấn Độ là tuần mở màn lớn nhất đối với một bộ phim Mỹ vào thời điểm đó với ₹41 crore (5,4 triệu đô la Mỹ). Doanh thu phòng vé cuối cùng của nó là 13,44 triệu đô la, một trong những mức cao nhất mọi thời đại của một bộ phim Hollywood. Tại Trung Quốc, bộ phim được chiếu trên 11.002 rạp, đây là lần phát hành phim lớn nhất trong lịch sử. Trong ngày đầu công chiếu tại Hồng Kông, bộ phim đã thu về 1,23 triệu đô la, tổng doanh thu mở màn cao nhất tại lãnh thổ này.

### Phản hồi
Trên Rotten Tomatoes, The Amazing Spider-Man 2 có đánh giá phê duyệt là 51% dựa trên 313 bài phê bình và điểm đánh giá trung bình là 5,80/10. Đây là bộ phim duy nhất có Người Nhện nhận được xếp hạng "Thối" trên trang web cho đến nay. Sự đồng thuận phê bình của trang web cho biết: "Trong khi dàn diễn viên xuất sắc và hiệu ứng đặc biệt đỉnh cao, thì phần mới nhất của Spidey saga lại mắc phải một câu chuyện không tập trung và quá nhiều nhân vật." Trên Metacritic , bộ phim có điểm trung bình có trọng số là 53 trên 100 dựa trên 50 nhà phê bình, cho thấy "các bài đánh giá hỗn hợp hoặc trung bình". Khán giả được thăm dò bởi CinemaScore đã cho điểm trung bình của bộ phim là "B +" trên thang điểm từ A + đến F, thấp hơn điểm "A−" mà người tiền nhiệm của nó đạt được. 
Tờ Los Angeles Times cho biết, "[Bộ phim] bị nhồi nhét quá nhiều tình tiết, tình tiết và các nhân vật phản diện, mặc dù các ngôi sao Andrew Garfield và Emma Stone đã cố gắng hết sức để mang đến trái tim cho bộ phim." Tim Robey của The Telegraph cho biết, "Phần tiếp theo Người Nhện của Marc Webb có quá nhiều nhân vật phản diện điện áp cao, nhưng những tia lửa giữa Andrew Garfield và Emma Stone đã cứu rỗi cả ngày". Simon Reynolds của Digital Spy nói, "Quá khứ, hiện tại và tương lai của Peter tất cả đan xen vào nhau trong phần tiếp theo mang lại lợi nhuận cho bạn. các vòng cung nhân vật có điềm báo và chưa được giải quyết. Quá nhiều đầu bếp và tất cả những thứ đó ... ". Kim Newman của Empire đã chấm bộ phim ba trong số năm sao, nói: "Bỏ qua một vài gag quá rộng - và thậm chí những điều này cũng mang tinh thần sôi nổi của Marvel những năm 60 - đây là một vấn đề thứ hai thỏa mãn với những pha hồi hộp, đau lòng, thở hổn hển, và một kết thúc bằng súng cao su được đánh giá hoàn hảo." Leslie Felperin của The Hollywood Reporter nói, "Người anh hùng cùng tên đạt được bước tiến siêu anh hùng của anh ấy ở đây, cũng như Andrew Garfield trong vai này, đặc biệt là khi bản ngã thay thế của Người Nhện Peter Parker biết rằng luôn có một số bản in đẹp trong hợp đồng với điều này mang lại nhiều lợi ích. Cốt truyện bị rối bởi nhiều sợi phản diện, nhưng nhìn chung, phần này có sức nặng về mặt cảm xúc và thỏa mãn hơn so với phần trước của nó." 
Guy Lodge của Variety cho biết, "Sự dư thừa vẫn là một vấn đề, nhưng phần tiếp theo về siêu anh hùng kéo dài quá nhiều này sẽ phụ thuộc vào âm thanh, sự cuồng nộ và hóa học của các ngôi sao."  Richard Roeper cho bộ phim điểm B +, nói rằng "Bộ phim dài khoảng 20 phút và quá tải với quá nhiều nhân vật và quá nhiều tình tiết phụ, nhưng có đủ thứ hay ho trong The Amazing Spider-Man 2 để đảm bảo sự lạc quan về phần tiếp theo chương của nhượng quyền thương mại." Một đánh giá tiêu cực đến từ Peter Travers của Rolling Stone, cho bộ phim hai trong số bốn sao, ông nói: "Mọi thứ trở nên sai lầm nhanh chóng với Amazing 2. Tôi có phải là người duy nhất ghét từ Amazing để mô tả một bộ phim không phải sao? Chỉ cần hỏi. " nhà phê bình Daniel Krupa cho 6.9 / 10 và viết, "The Amazing Spider-Man 2 làm rất đúng, nhưng vẫn có một sự lúng túng liên tục đối với bộ máy của cốt truyện; bạn gần như có thể nghe thấy tiếng răng cưa quay. Tuy nhiên, điều tồi tệ hơn là đôi khi nó trở nên công khai bảo trợ: có màn hình nhấp nháy và máy tính lồng tiếng liên tục cho bạn biết điều gì đó đang xảy ra hoặc điều gì đó đang làm, đề phòng những người ở hàng sau không chú ý, điều này cảm thấy mâu thuẫn với trí thông minh cảm xúc của bộ phim. "William Harrison của DVD Talk đánh giá bộ phim là 3,5 sao trên 5 sao là "Được khuyến nghị".

### Giải thưởng
| Năm  | Giải                            | Thể loại                          | Người nhận                     | Kết quả   | Ref.  |
| ---- | ------------------------------- | --------------------------------- | ------------------------------ | --------- | ----- |
| 2014 | Teen Choice Awards              | Choice Movie - Sci-Fi/Fantasy     | The Amazing Spider-Man 2       | Đề cử     | [ 8 ] |
| 2014 | Teen Choice Awards              | Choice Actor - Sci-Fi/Fantasy     | Andrew Garfield                | Đề cử     |       |
| 2014 | Teen Choice Awards              | Choice Actress - Sci-Fi/Fantasy   | Emma Stone                     | Đề cử     |       |
| 2014 | Teen Choice Awards              | Choice Villain                    | Jamie Foxx                     | Đề cử     |       |
| 2014 | Teen Choice Awards              | Choice Liplock                    | Andrew Garfield and Emma Stone | Đề cử     |       |
| 2015 | Nickelodeon Kids' Choice Awards | Favorite Movie                    | The Amazing Spider-Man 2       | Đề cử     |       |
| 2015 | Nickelodeon Kids' Choice Awards | Favorite Movie Actor              | Jamie Foxx                     | Đề cử     |       |
| 2015 | Nickelodeon Kids' Choice Awards | Favorite Movie Actress            | Emma Stone                     | Đoạt giải |       |
| 2015 | Nickelodeon Kids' Choice Awards | Favorite Male Action Star         | Andrew Garfield                | Đề cử     |       |
| 2015 | Nickelodeon Kids' Choice Awards | Favorite Villain                  | Jamie Foxx                     | Đề cử     |       |
| 2015 | Saturn Awards                   | Best Comic-to-Film Motion Picture | The Amazing Spider-Man 2       | Đề cử     |       |

## Tương lai

### Phần tiếp theo và phần spin-off bị hủy
Sony ban đầu dự định bộ phim sẽ khởi động một vũ trụ điện ảnh mở rộng xung quanh Người Nhện để cạnh tranh với Vũ trụ Điện ảnh Marvel. Vào năm 2013, Sony đã công bố bộ phim Amazing Spider-Man thứ ba với ngày phát hành là 10 tháng 6 năm 2016 với Alex Kurtzman, Roberto Orci và Jeff Pinkner trở lại viết kịch bản và bộ phim thứ tư có ngày phát hành là ngày 4 tháng 5 năm 2018. Loạt phim bao gồm các phim phụ có Sinister Six và Venom, với Drew Goddard viết kịch bản và đạo diễn hai phần The Amazing Spider-Man: Sinister Six và Kurtzman chỉ đạo kịch bản Venom và Carnage do chính mình, Orci, vàEd Solomon. Sinister Six Phần 1 đã được lên kế hoạch phát hành vào ngày 11 tháng 11 năm 2016.  Ngoài ra, vào tháng 8 năm 2014, Sony đã thuê Lisa Joy viết kịch bản cho bộ phim do nữ chính năm 2017 đóng vai chính Felicia Hardy / Black Cat. Sony công bố kế hoạch cho một phần phụ dựa trên Spider-Man 2099 sẽ được phát hành vào cuối năm 2017. Nhân vật này sau đó xuất hiện trong cảnh post-credit của Spider-Man: Into the Spider-Verse, được lồng tiếng bởi Oscar Isaac. 
Tuy nhiên, giữa tháng 12 năm 2013 và việc phát hành The Amazing Spider-Man 2 vào tháng 5 năm 2014, Garfield và Webb tuyên bố rằng mặc dù cả hai sẽ trở lại cho phần phim thứ ba, nhưng cả hai đều không chắc chắn về sự tham gia của họ trong phần thứ tư và Webb xác nhận rằng anh ta sẽ không được chỉ đạo. Sau nhiều ý kiến phê bình lẫn lộn và hiệu suất phòng vé thấp của The Amazing Spider-Man 2, tương lai của loạt phim là không rõ ràng. Đến tháng 7 năm 2014, Orci đã rời bỏ bộ phim thứ ba để thực hiện Star Trek Beyond (2016). The Amazing Spider-Man 3, sẽ bao gồm Chris Cooper trở lại trong vai Norman Osborn và tập trung vào việc Peter hồi phục sau cái chết của Gwen Stacy,  đã bị trì hoãn đến một ngày không xác định vào năm 2018 và The Amazing Spider-Man 4 được chuyển sang một ngày không xác định. 
Sau vụ hack máy tính của Sony Pictures năm 2014, Emma Stone được tiết lộ là đang đàm phán để trở lại với vai diễn nữ chính Stacy hồi sinh trong bộ phim năm 2017 và The Amazing Spider-Man 4 với vai phản diện Carnage. Sony tiết lộ thêm rằng họ đang đàm phán để Sam Raimi trở lại nhượng quyền thương mại để đạo diễn bộ ba phim mới cho phiên bản nhân vật của anh ấy cùng với bộ phim Spider-Man vs. The Amazing Spider-Man và đang thảo luận với Marvel Studios về việc bao gồm Người Nhện trong Vũ trụ Điện ảnh Marvel Captain America: Civil War. Marvel được cho là không hài lòng với một số điều khoản của thỏa thuận được đề xuất bao gồm quyền phim ở lại với Sony và cả hai cuộc đàm phán được cho là đã chấm dứt. Vào đầu năm 2015, một thỏa thuận giữa các hãng phim cho phép Người Nhện gia nhập Vũ trụ Điện ảnh Marvel đã đạt được, hủy bỏ thương hiệu The Amazing Spider-Man. Nói chuyện với Amy Adams về loạt phim trên YouTube về Diễn viên của Variety vào năm 2016, Garfield tự mô tả rằng bản thân rất "đau lòng" bởi kinh nghiệm làm việc trong các bộ phim The Amazing Spider-Man.

#### #MakeTASM3
Sau sự xuất hiện của anh ấy trong No Way Home, một chiến dịch người hâm mộ lớn đã thịnh hành trên Twitter với 86 nghìn lượt tweet trong cuối tuần mở màn của bộ phim với tên #MakeTASM3, kêu gọi Sony làm phần phim thứ ba trong loạt phim The Amazing Spider-Man với Andrew Garfield. Trong một cuộc phỏng vấn với Entertainment Tonight, Garfield bày tỏ sự quan tâm đến việc đóng lại vai Peter Parker cho một bộ phim Người Nhện khác.

### Vũ trụ Điện ảnh Marvel
Vào tháng 2 năm 2015, Sony và Marvel Studios thông báo rằng một phiên bản mới của Người Nhện sẽ xuất hiện trong Vũ trụ Điện ảnh Marvel, với nhân vật này sẽ xuất hiện trong Captain America: Civil War. Sony Pictures sẽ tiếp tục tài trợ, phân phối, sở hữu và có quyền kiểm soát sáng tạo cuối cùng đối với các bộ phim Người Nhện. Marvel Studios và Sony sẽ khám phá các cơ hội để tích hợp các nhân vật khác của MCU vào các bộ phim Người Nhện trong tương lai. Sony đã phát hành một bộ phim độc lập có tựa đề Spider-Man: Homecoming (2017), do Kevin Feige và Amy Pascal sản xuất, vào ngày 7 tháng 7 năm 2017, với sự tham gia của Tom Holland đóng vai Người Nhện mới. Holland thể hiện vai diễn của anh ấy về nhân vật trong Avengers: Infinity War (2018), Avengers: Endgame (2019), Spider-Man: Far From Home (2019), và Spider-Man: No Way Home (2021).
Marvel và Sony đã hủy bỏ thỏa thuận của họ vào tháng 8 năm 2019 vì các vấn đề sản xuất và Spider-Man trở lại Sony với tư cách là một nhân vật riêng biệt, không còn là một phần của MCU, nhưng vào tháng 9, Disney và Sony đã đạt được một thỏa thuận mới, bao gồm bộ phim về Spider-Man thứ ba cũng như một bộ phim khác, cả hai đều lấy bối cảnh trong MCU. 
Nhiều diễn viên đã thể hiện lại vai diễn của họ như các nhân vật trong các bộ phim Người Nhện trước đây trong No Way Home, bao gồm Tobey Maguire trong vai Peter Parker / Người Nhện, Willem Dafoe trong vai Norman Osborn / Green Goblin, Alfred Molina trong vai Otto Octavius / Doctor Octopus và Thomas Haden Church trong vai Flint Marko / Sandman trong bộ ba Spider-Man của Sam Raimi, cùng với Andrew Garfield trong vai Peter Parker / Người Nhện, Rhys Ifans trong vai Curt Connors / Lizard và Jamie Foxx trong vai Max Dillon / Electro trong loạt phim The Amazing Spider-Man của Marc Webb.

### Vũ trụ Người Nhện của Sony
Đến tháng 3 năm 2016, Sony tiếp tục với bộ phim độc lập về Venom với Dante Harper viết kịch bản, Avi Arad và Matt Tolmach sản xuất và Tom Hardy trong vai Venom. Bộ phim được phát hành vào ngày 5 tháng 10 năm 2018 và được đạo diễn bởi Ruben Fleischer. Phần tiếp theo, Venom: Let There Be Carnage, được phát hành vào ngày 1 tháng 10 năm 2021, với Hardy đảm nhận vai trò này và Andy Serkis thay thế Fleischer làm đạo diễn, do Fleischer chỉ đạo Zombieland: Double Tap. Vào tháng 12 năm 2021, đã có xác nhận rằng bộ phim Venom thứ ba đang được phát triển, với Hardy sẽ trở lại với tư cách là nhân vật. Morbius dự kiến phát hành vào ngày 1 tháng 4 năm 2022, do Daniel Espinosa đạo diễn và Jared Leto trong vai Michael Morbius. Vào tháng 5 năm 2021, đã có xác nhận rằng bộ phim, Kraven the Hunter, đang được phát triển và sẽ được lên kế hoạch phát hành vào ngày 13 tháng 1 năm 2023, Aaron Taylor-Johnson sẽ thể hiện nhân vật này, và J. C. Chandor sẽ đạo diễn bộ phim, trong khi hai bộ phim chưa có tiêu đề dự kiến phát hành vào ngày 23 tháng 6 năm 2023 và ngày 6 tháng 10 năm 2023. Madame Web đang được phát triển, với Dakota Johnson nhập vai nhân vật vào tháng 2 năm 2022. Sau khi Let There Be Carnage được phát hành, nơi các nhân vật của Brock và Venom được vận chuyển đến MCU trong cảnh hậu kỳ của phim, Serkis nói rằng Venom sẽ giao thoa với một phiên bản của Spider-Man. Hardy đã diễn lại các vai diễn của mình chưa được ghi nhận trong bộ phim MCU Spider-Man: No Way Home (2021) trong phần tín dụng mà họ quay trở lại vũ trụ của riêng mình. Trong một cuộc phỏng vấn, khi Andrew Garfield được hỏi liệu Người Nhện của anh ấy có phải là người chiến đấu với Venom hay không, anh ấy đã gọi đó là một "ý tưởng tuyệt vời".